# Vardashat
Pour l’article homonyme, voir Vardashat (Hadrout).
Vardashat (en arménien Վարդաշատ ) est une communauté rurale du marz d'Ararat en Arménie. En 2008, elle compte 231 habitants.